# Грачёв (Красносулинский район)
Грачёв — хутор в Красносулинском районе Ростовской области.
Входит в состав Михайловского сельского поселения.

## Население
| 1989 | 2002 | 2010 |
| ---- | ---- | ---- |
| 366  | ↗405 | ↘317 |

## Улицы
- ул. Гагарина,
- ул. Лесная,
- ул. Партизанская,
- ул. Степная,
- ул. Школьная.

## Известные уроженцы
- Попов, Александр Васильевич (род. 1947) — российский политический деятель.